# Isaac II Bagratuní
Isaac II Bagratuní   (segle V - 482 (Gregorià)) (en armeni Սահակ Բ Բագրատունի) fou un príncep armeni de la família dels Bagràtides que fou marzban d'Armènia de 481 a 482.

## Biografia
Isaac va assolir en principi el càrrec hereditari d'aspet, és-a-dir de mestre de la cavalleria. El precedent titular del càrrec era Tirots I, mort en combat l'any 450 o 451. Cronològicament Isaac II podria ser el seu fill, però cap document no ho confirma ni ho contradiu.
A aquesta època, Armènia era vassalla de la Pèrsia sassànida, i el rei Peroz I va començar a perseguir als cristians armenis. Amenaçat pels Huns heftalites, va haver de retirar les seves tropes d'Armènia a partir del 460. Sota la direcció de Baanes Mamiconi, el país es va revoltar el 481. Isaac II, un dels aliats de Baanes, fou designat com a marzban pels amotinats. Els insurgents assoliren alguns èxits, però Peroz va enviar un exèrcit que els va derrotar el 482, matant en concret a Isaac. Peroz va morir més tard matat en una campanya contra els Huns heftalites, i el seu successor va fer la pau amb els armenis i va reconèixer a Baanes Mamiconi com a marzban.
No se sap res de la seva posteritat. El primer aspet que és citat després de la seva mort fou Spandiat, un dels subscriptors del concili de Dvin del 505 ; és potser el seu fill, però sense que se sàpiga amb certesa.